# Elecciones generales de Puerto Rico de 1944
Se realizaron elecciones generales en Puerto Rico el 7 de noviembre de 1944. Debido a que las elecciones se realizaron bajo el gobierno colonial de los Estados Unidos, el gobernador era designado por el presidente de los Estados Unidos.
El Partido Popular Democrático continúa igual, el partido Unión Republicana se coaliga con los remanentes de la Unificación Puertorriqueña Tripartita ahora llamado Partido Progresista Puertorriqueño y con el Partido Socialista y forman un frente común contra el Partido Popular Democrático.
Fueron las 8.ª elecciones bajo la estadounidense Ley Jones que deroga la Ley Foraker; entre los cambios que trae esta nueva ley se encuentran: la institucionalización del Senado con 19 miembros y el aumento en la Cámara de Delegados que de ahora en adelante se llamará Cámara de Representantes de 35 a 39 miembros. En este periodo es designado por el presidente de Estados Unidos Jesús T. Piñero convirtiéndose en el único nativo designado al cargo. El sufragio fue universal, mujeres y hombres mayor de 21 años pudieron ejercer el voto.